# Ноэ, Шпенд Соллаку
Шпенд Соллаку Ноэ (алб. Shpend Sollaku Noé; род. 3 апреля 1957) — албанский поэт, писатель, журналист, переводчик и политический деятель.
Изучал албанский язык и литературу, переводил на албанский язык прозу и поэзию с итальянского (Джузеппе Унгаретти, Сальваторе Квазимодо, Чезаре Павезе) и русского (Лев Толстой, Сергей Есенин) языков. С 1992 г. проживает в Италии в статусе политического беженца. Сотрудничает с влиятельными газетами и журналами — такими как «Loog», «Das Boot», «Journal of Contemporary Anglo-Scandinavian poetry», «Rustic Rub», «Republika», «Ora e fjalës», «Rilindja Demokratike», « Parnasusof World Poets», «Dismisura testi», «Poeteka», «Fier Profil», «Nositi», «Haemus», «Drita», «Bashkimi» «News Letter», «Alto Adige» и т. д.
Центральной фигурой его произведений неизменно являются отношения между властью и личностью, между властью и интеллектуалом. Его две последние книги «Бездны» (итал. Voragini) и «Штрих-коды» (итал. Codici a barre) вышли в США в 2009 году и имели мировой успех.